# Nephrotoma medioligula
Nephrotoma medioligula är en tvåvingeart som beskrevs av Alexander 1945. Nephrotoma medioligula ingår i släktet Nephrotoma och familjen storharkrankar. Inga underarter finns listade i Catalogue of Life.